# Alois Mannichl
Alois Mannichl (* 15. April 1956) ist ein deutscher Polizeibeamter im Ruhestand. Der Leitende Polizeidirektor war zuletzt Leiter der Bayerischen Grenzpolizei. Als Polizeidirektor bei der Bayerischen Polizei leitete er von 2004 bis 31. Mai 2009 die inzwischen aufgelöste Polizeidirektion Passau.
Mannichl wurde bundesweit bekannt, als am 13. Dezember 2008 auf ihn ein Messerangriff verübt wurde. Die Polizei vermutete aufgrund der Aussagen des Opfers rechtsextremistische Motive. Der Kriminalfall ist bis heute ungeklärt, das Verfahren wurde im Mai 2011 zunächst eingestellt. Infolge des Angriffs kam die Diskussion über ein erneutes NPD-Verbotsverfahren auf. Dieses wurde schließlich 2013 beantragt, siehe NPD-Verbotsverfahren (2013–2017).

## Leben und Werdegang
Mannichl begann seine berufliche Karriere als Polizeihauptmeister im mittleren Dienst der Bayerischen Grenzpolizei und wurde am deutsch-österreichischen Grenzübergang Achleiten bei Passau eingesetzt. In den 1980er Jahren wechselte er in den gehobenen Dienst und übernahm die Leitung der Dienststelle der Grenzpolizei Lindau-Autobahn, bevor er 1997 Chef der Abteilung für organisierte Kriminalität beim Polizeipräsidium Niederbayern/Oberpfalz mit Dienstsitz in Regensburg wurde. Später wurde er stellvertretender Leiter der Polizeidirektion Passau und im September 2004 zu deren Leiter ernannt. 2009 wurden Pläne bekannt, nach denen Mannichl Leiter der Kriminalpolizei Niederbayerns werden solle. Seit dem 1. Juni 2009 leitete er die Verbrechensbekämpfung im durch die Polizeireform geschaffenen Polizeipräsidium Niederbayern. Zum 1. Juli 2018 wurde er als Leitender Polizeidirektor Leiter der wieder neugegründeten Bayerischen Grenzpolizei.
Anfang 2008 wurde Mannichl über die Liste einer überparteilichen Wählergemeinschaft in den Gemeinderat von Fürstenzell gewählt. Er ist verheiratet und Vater zweier erwachsener Kinder.

## Messerangriff
Am 13. Dezember 2008 wurde Mannichl vor seinem Haus in Fürstenzell niedergestochen und verletzt. Nach seinen Aussagen stach der Täter ihn mit einem Messer aus Mannichls eigenem Haushalt nieder, das vor seinem Haus vergessen worden war.

### Annahme eines rechtsextremen Tathintergrundes
Laut Aussage von Mannichl rief der Täter „Viele Grüße vom nationalen Widerstand, du linkes Bullenschwein, Du trampelst nimmer auf den Gräbern unserer Kameraden herum,“ bevor er auf ihn einstach. Als Hintergrund wird ein Vorfall am Volkstrauertag auf dem Innstadtfriedhof in Passau vermutet.
Bei einer Veranstaltung zum Gedenken an die Kriegstoten berührte Mannichl angeblich eine Grabplatte mit dem Fuß. Tags darauf veröffentlichte der NPD-Kreisverband auf seiner Internetseite einen verbalen Angriff auf den Polizeidirektor. Dort hieß es: „Verärgert stellte sich Mannichl auf eine Grabplatte gefallener Soldaten und trampelt mit seinen Schuhen auf einem Gedenkgesteck herum.“ Noch am selben Tag, am 17. November, beantragte Mannichl per Einstweiliger Verfügung beim Amtsgericht die Entfernung der Textpassage und bekam Recht, worauf die NPD den Satz löschte. Aufgrund dieses Internet-Beitrags wurde am 8. April 2009 ein führender NPD-Funktionär aus Bayern wegen übler Nachrede zu einer Geldstrafe verurteilt. Mannichl selbst sieht in dieser Veröffentlichung im Internet einen Auslöser für die Tat. Bereits zuvor wurde Mannichl wegen seines harten Kurses gegen Rechtsextremisten zur Hassfigur der rechtsextremen Szene in und um Passau. So verhinderte Mannichl persönlich Anfang 2007 einen Auftritt des Rechtsextremen Friedhelm Busse in einem Passauer Café. Zudem war die Passauer Polizei unter seiner Leitung gegen Aufmärsche von Rechtsextremen vorgegangen, löste ein Zeltlager der rechtsextremen Gruppe „Blood Brothers Niederbayern“ auf und hatte im Auftrag der Staatsanwaltschaft Passau das Grab von Friedhelm Busse öffnen lassen, um eine Reichskriegsflagge mit Hakenkreuz sicherstellen zu lassen, die der NPD-Aktivist Thomas Wulff während der Beerdigung auf dem Friedhof im Passauer Ortsteil Patriching auf dem Sarg niedergelegt hatte.

### Ermittlungen
Zunächst übernahm eine 50-köpfige Sonderkommission die Ermittlungen. Zum Jahreswechsel 2008/2009 wurde die Sonderkommission „Fürstenzell“ aufgelöst und die Zahl der Verlautbarungen der Ermittler und des Opfers drastisch reduziert. Das Bayerische Landeskriminalamt (LKA) übernahm den Fall und erhöhte die Belohnung für Hinweise, die zur Aufklärung der Tat führen, am 23. Januar 2009 auf 20.000 Euro. Im März 2009 wurde die Sonderkommission von 50 auf 30 Beamte verkleinert und die Kommission nach München verlegt. Es schieden Beamte aus, aus deren Bereichen die Spuren abgearbeitet waren.
Die Fahndung nach zwei Tatverdächtigen, deren auffällige Tätowierungen einer Zeugin aufgefallen waren, war nicht erfolgreich. Der Verfassungsschutz konnte auch keinen Hinweis auf den Täter erlangen, weshalb die Ermittlungen auch andere mögliche Täterkreise in Erwägung zogen. Die Staatsanwaltschaft erwähnte „merkwürdige“ Tatumstände, hatte aber keine  Hinweise auf eine Beziehungstat. Die Alibis der Familienangehörigen und Bekannten Mannichls konnten durch die Erstellung von Bewegungsprofilen auf Grund von Handypeilungsdaten bestätigt werden.
Bereits Anfang Januar 2009 berichteten die Medien über Ungereimtheiten in Mannichls Angaben und den Aussagen einer Nachbarin. Weiterhin gelangten wiederholt interne Informationen durch undichte Stellen an die Medien, die verschiedensten Mutmaßungen und Spekulationen Auftrieb gaben. Der Leitende Oberstaatsanwalt in Passau, Helmut Walch, schloss im Februar 2009 einen familiären Hintergrund aus, da es dafür „nicht den geringsten Anhaltspunkt“ gebe. Trotz Ermittlungen von zu dem Zeitpunkt noch 30 Beamten kam es bis Mitte Juni 2009 zu keinen konkreten Ermittlungsergebnissen.
Im November 2009 wurden Fehler bei den Ermittlungen eingeräumt. Unter anderem waren nicht frühzeitig die Spuren am Tatort gesichert und unter den Fingernägeln des Opfers nicht nach DNS-Spuren gesucht worden, obwohl dies ein Standardverfahren gewesen wäre. Eine rechtzeitige Zusammenarbeit mit der Polizei des nur fünfzehn Autominuten entfernten Österreichs unterblieb. Auch wurden fehlerhafte Pressemitteilungen herausgegeben, etwa die, dass es sich bei der Tatwaffe um ein Lebkuchenmesser gehandelt habe.
Im Dezember 2009 betonte Walch, dass sich Mannichl „...bei seinen Vernehmungen nicht widerspruchsfrei verhalten hat...“ und dass es sich bei dieser Tat „...wohl kaum um einen gezielten Anschlag aus der rechtsradikalen Szene...“ handele.
Ende Mai 2011 teilte das Bayerische Landeskriminalamt mit, dass die Ermittlungsakte vorläufig ohne Klärung des Falls geschlossen wird.
Nach dem Bekanntwerden von Attentaten der rechtsterroristischen Gruppe Nationalsozialistischer Untergrund (NSU) im November 2011 prüfte das bayerische LKA eine mögliche Verwicklung des NSU. Nach dem Vergleich mehrerer DNS-Proben ergaben sich keine Hinweise auf eine Beteiligung des NSU.
2013 wurde gemeldet, dass es Hinweise gäbe, die zu einer rechtsradikalen, dem Rockermillieu zugerechneten Gruppierung mit Namen „Objekt 21“ führen würden. Diese oberösterreichische Gruppe sei Mitte Januar 2013 aufgeflogen und habe wohl keine Kontakte zum NSU. Die Staatsanwaltschaft Passau dementierte aber eine konkrete Spur in diese Richtung.

## Politische Reaktionen auf die Tat
Nach der Tat wurden verstärkt Maßnahmen gegen den militanten Rechtsextremismus und gegen die NPD diskutiert.
In einer Aussprache im Landtag forderte Bayerns Innenminister Herrmann am 16. Dezember 2008, dass die staatliche Parteienfinanzierung für die NPD überprüft werden müsse. Einem erneuten Verbotsverfahren stand er in der Aussprache aber skeptisch gegenüber, da die V-Leute in der Partei nicht zurückgezogen werden könnten und das NPD-Verbotsverfahren von 2001 an der Existenz der V-Leute gescheitert war. Ein entsprechender Vorstoß der Bundesländer Rheinland-Pfalz und Bayern fand nach einer Beratung mit der Bundeskanzlerin Merkel und den Ministerpräsidenten keine Mehrheit. Ein „Verbotsdruck“ solle aber aufrechterhalten bleiben.
Am 16. Dezember 2008 beschloss der Bayerische Landtag, ein Präventionskonzept gegen Rechtsradikalismus erarbeiten zu lassen. Die bayerische Landesregierung hat außerdem die Richtlinien zur Unterstützung von Beamten des Freistaates bei zivilrechtlichen Klagen geändert. Bei Beleidigungsklagen soll künftig eine finanzielle Unterstützung der Beamten möglich sein.
Für Anfang Januar 2009 wurde von einer Privatperson aus dem Umfeld der NPD eine Demonstration in Passau unter dem Motto „Gegen polizeiliche Willkür und Medienhetze“ im Fall Mannichl angemeldet. Die Partei und ihr nahestehende Organisationen riefen auf Internetseiten zur Teilnahme auf. Die Demonstration wurde durch die Stadt Passau zunächst untersagt, dann aber durch das Verwaltungsgericht Regensburg und schließlich dem Bayerischen Verwaltungsgerichtshof unter Auflagen zugelassen.
Zwischen 200 und 300 Rechtsextremisten demonstrierten am 3. Januar 2009. Gegen diese Demonstration versammelten sich mindestens 1.000 Gegendemonstranten, rund 1.000 Polizeibeamte befanden sich im Einsatz.
Kurz nach dem Angriff mit einem Messer gegen Mannichl wurde auf einer Internetseite der NPD die Ansicht vertreten, dass Mannichl sein Amt zur Verfolgung der sogenannten „nationalen Opposition“ missbraucht habe. Mannichl stellte einen Strafantrag wegen übler Nachrede gegen Udo Voigt und dessen Sprecher. Die Staatsanwaltschaft Passau erließ daraufhin am 23. November 2009 Strafbefehle gegen Voigt und seinen Sprecher. Von Seiten des Amtsgerichtes Passau wurde im Strafverfahren angeregt, die Strafbefehle zurückzunehmen. Auf eine Beschwerde der Staatsanwaltschaft hin entschied das Landgericht Passau 2010, dass es sich nicht um eine Behauptung von Tatsachen gehandelt habe, sondern um die Äußerungen einer persönlichen Meinung. Die Meinungsfreiheit stehe daher einer Strafbarkeit entgegen.